# Jean-Paul Baierlé
Jean-Paul Baierlé is een voormalig Zwitsers voetballer.

## Carrière
Baierlé speelde gedurende zijn carrière voor de Zwitserse ploeg Servette. Hij kwam aan 2 wedstrijden voor Zwitserland.